# Schwippschwager
Der gesetzlich nicht definierte Begriff der Schwippschwägerschaft ist eine landläufige Bezeichnung für die sogenannte „entfernte“ Schwägerschaft. Schwippschwager oder Schwippschwägerin (in manchen Teilen Österreichs Schwiegerschwager und Schwiegerschwägerin) sind demnach miteinander nicht blutsverwandte Personen, die als Angehörige von Ehe- oder Lebenspartnern in einem über mehrere Grade hinweg vermittelten verwandtschaftsähnlichen Familienverhältnis stehen. Das Verhältnis wird auch umschrieben als Personen, deren Ehegatten Geschwister sind.
Hiermit ist insbesondere das Verhältnis der Geschwister des einen zu den Geschwistern des anderen Ehe- oder Lebenspartners sowie das Verhältnis zwischen den Ehegatten oder Partnern von Geschwistern gemeint.
Im weiteren Sinne wird der Begriff auch auf andere entfernte Schwägerschaftsverhältnisse ausgedehnt, etwa Geschwister, Onkel und Tanten von Schwiegerkindern sowie angeheiratete Onkel und Tanten des Ehegatten oder Partners. Gelegentlich werden auch Gegenschwiegereltern (Eltern des Schwiegerkindes) und Stiefgeschwister als Schwippschwäger bezeichnet.

## Beispiele
Geschwister von Schwager/Schwägerin: Beispiel: Anton und Bernd sind Geschwister. Bernd ist verheiratet mit Claudia. Claudia ist somit Antons Schwägerin. Claudia hat selbst einen Bruder, Daniel. Daniel ist dann Antons Schwippschwager.
|       |       |       |       |       |       |  |  |       |       |       |       |       |       |  |  |         |         |         |         |         |         |  |  |        |        |        |        |        |        |
|       |       |       |       |       |       |  |  |       |       |       |       |       |       |  |  |         |         |         |         |         |         |  |  |        |        |        |        |        |        |
| Anton | Anton | Anton | Anton | Anton | Anton |  |  | Bernd | Bernd | Bernd | Bernd | Bernd | Bernd |  |  | Claudia | Claudia | Claudia | Claudia | Claudia | Claudia |  |  | Daniel | Daniel | Daniel | Daniel | Daniel | Daniel |
| Anton | Anton | Anton | Anton | Anton | Anton |  |  | Bernd | Bernd | Bernd | Bernd | Bernd | Bernd |  |  | Claudia | Claudia | Claudia | Claudia | Claudia | Claudia |  |  | Daniel | Daniel | Daniel | Daniel | Daniel | Daniel |
|       |       |       |       |       |       |  |  |       |       |       |       |       |       |  |  |         |         |         |         |         |         |  |  |        |        |        |        |        |        |
|       |       |       |       |       |       |  |  |       |       |       |       |       |       |  |  |         |         |         |         |         |         |  |  |        |        |        |        |        |        |

Gatte von Schwager/Schwägerin: Der Begriff wird auch auf das Verhältnis angewandt, das zwischen dem Ehe- oder Lebenspartner des einen Geschwisters und dem Ehe- oder Lebenspartner des anderen Geschwisters besteht. Beispiel: Andreas ist verheiratet mit Beate. Beate hat eine Schwester Christine. Christine ist somit Andreas Schwägerin. Christine ist selbst verheiratet mit David. David ist dann Andreas Schwippschwager.
|         |         |         |         |         |         |  |  |       |       |       |       |       |       |  |  |           |           |           |           |           |           |  |  |       |       |       |       |       |       |
|         |         |         |         |         |         |  |  |       |       |       |       |       |       |  |  |           |           |           |           |           |           |  |  |       |       |       |       |       |       |
| Andreas | Andreas | Andreas | Andreas | Andreas | Andreas |  |  | Beate | Beate | Beate | Beate | Beate | Beate |  |  | Christine | Christine | Christine | Christine | Christine | Christine |  |  | David | David | David | David | David | David |
| Andreas | Andreas | Andreas | Andreas | Andreas | Andreas |  |  | Beate | Beate | Beate | Beate | Beate | Beate |  |  | Christine | Christine | Christine | Christine | Christine | Christine |  |  | David | David | David | David | David | David |
|         |         |         |         |         |         |  |  |       |       |       |       |       |       |  |  |           |           |           |           |           |           |  |  |       |       |       |       |       |       |
|         |         |         |         |         |         |  |  |       |       |       |       |       |       |  |  |           |           |           |           |           |           |  |  |       |       |       |       |       |       |

Zum besseren Einprägen lässt sich formulieren: Schwippschwäger(innen) sind
- Geschwister der Ehepartner der eigenen Geschwister oder
- Ehepartner der Geschwister des eigenen Ehepartners.

Eine andere Merkhilfe: Schwippschwäger(innen) sind Schwiegerkinder derselben Schwiegereltern.

## Etymologie
Einer volksetymologischen Interpretation zufolge soll der Vorsilbe Schwipp- die Bedeutung „schwanken, schwappen“ innewohnen. Die „schwippschwägerliche“ Beziehung sei dadurch gekennzeichnet, dass je nachdem, aus welcher Richtung man das Verhältnis betrachtet, immer der eine Partner Schwager und der andere Schwippschwager (gewissermaßen schwipp oder schwapp) sei: Der Bruder des einen Partners ist gleichzeitig Schwager des anderen Partners und Schwippschwager der Geschwister des anderen Partners. Analog ist die Schwester des einen Partners gleichzeitig Schwägerin des anderen Partners und Schwippschwägerin der Geschwister des anderen Partners. Ein solcher „nicht in gerader Linie stehender, also ‚schiefer‘, nicht richtiger Schwager“ lässt sich auch als metaphorische, sprachbildhafte Anwendung des Hinundherschwappens einer Flüssigkeit in einem Gefäß fassen.
In Wirklichkeit dürfte es sich jedoch entweder um eine Verkürzung aus dem Wort Schwester handeln (Geschwisterschwager) oder um eine Reduplikation des Anlauts von Schwager (vgl. die Bildung von gritzegrün).

## Rechtliches
Laut § 1590 BGB besteht eine Schwägerschaft im Rechtssinne nur zwischen dem Ehegatten und den (Bluts-)Verwandten des anderen Ehegatten. Entsprechendes gilt gemäß § 11 LPartG. Rechte, die an ein Angehörigenverhältnis anknüpfen, stehen, im Gegensatz zu Verschwägerten, Schwippschwägern nicht zu. Dies gilt aufgrund europarechtlicher Bestimmungen ebenfalls nicht im Öffentlichen Auftragswesen: Hier gelten sogar verwandte und verschwägerte Personen nur in bestimmten Fällen als befangen; sie sind „voreingenommene Personen“ im Sinne des § 6 Abs. 4 Vergabeverordnung (VgV).
Mitglieder des Schweizer Bundesrates dürfen nicht Schwippschwäger sein, ebenso Richter und Staatsräte im Kanton Freiburg.